# Sieglinde Seele
Sieglinde Seele (* 20. Dezember 1942 in Breslau; † 14. September 2024 in Mannheim) war eine deutsche Bismarck-Denkmalforscherin, die weltweit alle Denkmäler zu Ehren Otto von Bismarcks wissenschaftlich erfasst, beschrieben und katalogisiert hat.

## Werk
Seit 1985 suchte sie mit ihrem Ehemann Wolfgang Seele Hunderte von Bismarck-Denkmälern auf. Sie erfasste und dokumentierte neben den Bismarck-Türmen alle Statuen, Büsten, Brunnen, Gedenksteine und sonstige Ehrungen des Reichskanzlers. Durch umfangreiche Recherchen in der Literatur über Bismarck-Ehrungen, in Archiven, alten Reiseführern und Landkarten entdeckte sie zahlreiche bisher nur lokal bekannte Bismarck-Denkmäler. 1997 veröffentlichte sie mit Günter Kloss ein detailreiches und bebildertes Nachschlagewerk, in dem alle Bismarck-Türme und Bismarck-Säulen katalogisiert und dokumentiert sind. 2005 erweiterte sie mit dem ebenfalls bebilderten Standardwerk Lexikon der Bismarckdenkmäler ihr erstes Bismarckturm-Kompendium mit der Aufnahme aller bis zum Veröffentlichungszeitpunkt weltweit bekannten Bismarck-Denkmäler.
Bereits 1994 leistete sie für das Buch von Winfried Nerdinger und Ekkehard Mai über den Architekten Wilhelm Kreis wichtige Zuarbeiten für das Werkverzeichnis.

## Veröffentlichungen
- (mit Günter Kloss) Bismarck-Türme und Bismarck-Säulen. Eine Bestandsaufnahme. Michael Imhof Verlag, Petersberg 1997, ISBN 978-3-932526-10-7.
- Lexikon der Bismarck-Denkmäler. Michael Imhof Verlag, Petersberg 2005, ISBN 978-3-86568-019-8.